# Лимбяяха (приток Таза)
Лимбяяха (устар. Лимбя-Яха) — река в России, протекает по территории Ямало-Ненецкого автономного округа. Устье реки находится в 17 км по правому берегу протоки Ванепарод реки Таз. Длина реки — 139 км, площадь водосборного бассейна — 1430 км².

## Притоки
(указано расстояние от устья)
- 13 км: Большая Хадытаяха
- 24 км: река без названия
- 50 км: Паркуйхарвутаяха
- 64 км: Харвутаяха
- 81 км: Верхняя Харвутаяха
- 82 км: Хальмеръяха
- 90 км: Сэръяха
- 104 км: Мадырмеяха
- 118 км: Пентмяяха
- 127 км: река без названия
- 129 км: река без названия

## Данные водного реестра
По данным государственного водного реестра России относится к Нижнеобскому бассейновому округу, водохозяйственный участок реки — Таз. Речной бассейн реки — Таз.